# Pablo Zibes
Pablo Zibes (ur. 1971 w Buenos Aires) – argentyński aktor i mim. W latach 1989–1991 uczył się aktorstwa w The Municipal School of Performing Arts w Buenos Aires, dzięki czemu stał się profesjonalnym mimem. Swoje umiejętności doskonalił w trakcie kursów w Argentynie i Europie np. „Scuola Teatro  Dimitri” w Szwajcarii. W 1995 zamieszkał w Stuttgarcie w Niemczech. Najczęściej występuje na festiwalach, kongresach oraz w telewizji w Europie oraz Azji. Swoją aktywność skupia wokół rozrywki występując jako np. robot lub mechaniczny żołnierzyk.

## Nagrody
- 1999: Koblencja[5]
- 2000: Bochum[6]
- 2003: Grazie Mantua Festival (Włochy)[7]